# Klassizistische Antiqua

Merkmale der klassizistischen Antiqua: starke Unterschiede zwischen Haar- und Schattenstrichen und damit hoher Strichkontrast (a), vertikale Schattenachse (b), Serifen waagerecht, dünn und eckig angesetzt (c)

Die klassizistische Antiqua ist eine Schriftklasse nach DIN 16518. Im englischen Sprachraum ist die Bezeichnung Didone geläufig, in Frankreich Didones, in Holland Didonen und in Italien Bodoniani.
Diese Schriftklasse ist die letzte, die nach der kunstgeschichtlichen Epoche benannt wurde, in der sie entstanden ist – dem Klassizismus. 

## Merkmale

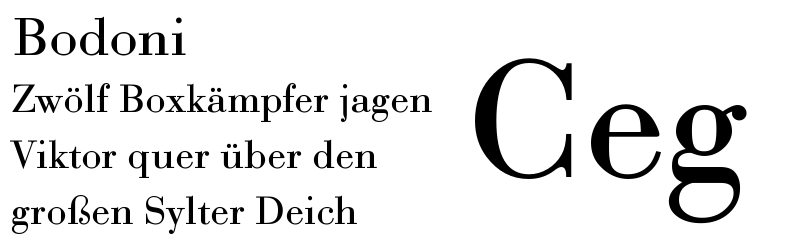
Beispiel für eine klassizistische Antiqua

Die klassizistische Antiqua weist hohe Strichstärkenunterschiede und eine senkrechte Schattenachse auf. Durch die Betonung der Vertikalen strahlen die Schriften Eleganz und statische Ruhe aus. Da unter dieser Form aber die Zeilenführung leidet, benötigen diese Schriften einen erhöhten Zeilenabstand, um das Auge zu führen. Durch die hohen Strichstärkenkontraste empfiehlt sich auch ein Verzicht auf hochweißes Papier, da die dünnen Linien vor allem bei kleinen Schriftgraden überstrahlt werden. Die sehr dünnen Serifen münden meist ohne Übergang in den Grundstrich, was sie technisch problematisch werden lässt: Vor allem beim in der zweiten Hälfte des 19. Jahrhunderts aufkommenden Zeitungsdruck brachen die Serifen oft ab, was später zu robusteren Schriften führte.
Mit diesen Merkmalen führt die Schriftklasse die bereits im Barock begonnenen Trends (siehe Barock-Antiqua) im Wesentlichen weiter. Sie kann auch als Besinnung auf die Antike mit ihren klaren Formen aufgefasst werden.

## Geschichte
Die klassizistische Antiqua entstand mutmaßlich unter dem Einfluss des Kupferstichs und Stahlstichs auf die Typografie. Die Kupfer- und Stahlstecher schnitten Serifen mit einem einzigen dünnen geraden Strich, so dass die Serife ohne Übergang angesetzt ist. Indem sie ihre Schrift oft aus Doppellinien für die Senkrechten und dünnen Linien für die Waagerechten bildeten, erzeugten sie einen starken, die Vertikale betonenden Strichkontrast. Diese Merkmale übernahmen auch die Schriftschneider.
Andere Autoren führen die Entstehung der Schriftklasse auf eine Inspiration vom Schreiben mit der Spitzfeder, die je nach Druck verschiedene Strichstärken in jede Richtung zulässt, zurück. 
Die klassizistische Antiqua wurde maßgeblich in Frankreich und Italien geprägt. In Frankreich wurde sie von Firmin Didot entwickelt, in Italien war der bekannteste Vertreter Giambattista Bodoni, in Deutschland Justus Erich Walbaum.

Beispiel für eine Fat Face: die Schriftart „Elephant“ von Matthew Carter.

Anfang des 19. Jahrhunderts entstand die Akzidenzschriftklasse Fat Face als besonders fette Variante der klassizistischen Antiqua mit extrem hohem Strichkontrast für den Einsatz auf Plakaten und in der Werbung.

## Bekannte Vertreter
- Bodoni (Giambattista Bodoni 1760), trieb die Druckkunst bis zur Perfektion.
- Didot (Firmin Didot 1783), verbesserte das Fournier-System zum Didot-System.
- Bell (Richard Austin 1788)
- Prillwitz (Johann Carl Ludwig Prillwitz, 12. April 1790)
- Unger (Johann Friedrich Unger, um 1790)
- Walbaum (Justus Erich Walbaum, um 1800)
- Tiemann (Walter Tiemann 1923)
- Centennial (Adrian Frutiger 1986)
- Nofret (Gudrun Zapf-von Hesse 1986)
- Kepler (Robert Slimbach 1996)

## Quelle
- Karl Vöhringer: Druckschriften kennenlernen unterscheiden anwenden. Verlag Forum und Technik, Stuttgart 1989, (Fachtechnische Schriftenreihe der Industriegewerkschaft Medien 1, ZDB-ID 1064778-8).